# کلوب کیت‌کت

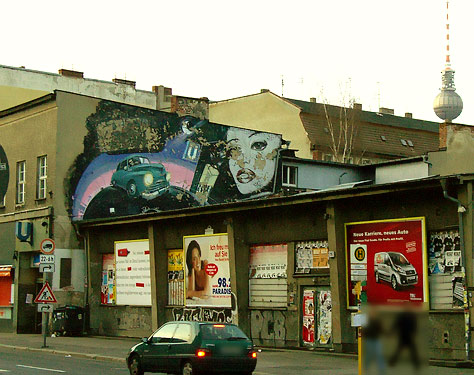
کلوب کیت‌کت

کلوب کیت‌کت (به آلمانی: KitKatClub) نام یکی از مشهورترین کلوب‌های شبانه در شهر برلین، پایتخت آلمان است. کلوب کیت‌کت در مارس ۱۹۹۴ توسط فیلم‌ساز پورنوگرافیک اتریشی، سیمون تائر و شریک زندگی‌اش کیرستن کراگر افتتاح شد.
مهمان‌ها اجازه دارند در صورت تمایل در هر گوشه از کلوب، آشکارا رابطه جنسی، با یکدیگر برقرار کنند.